# Seymour (Wisconsin)
Pour les articles homonymes, voir Seymour.
Seymour est une ville située dans le Comté d'Outagamie dans le Wisconsin aux États-Unis. La population s'élevait à 3 451 habitants lors du recensement de 2010.